# ديفيد يونغ (سياسي أمريكي، مواليد 1959)
ديفيد يونغ (بالإنجليزية: David Young)‏ هو سياسي أمريكي، ولد في 11 نوفمبر 1959 في غرينزبورو في الولايات المتحدة. نشط حزبياً في الحزب الديمقراطي.